# Джудитта (оперетта)
«Джуди́тта» (нем. Giuditta) — оперетта в пяти актах австро-венгерского композитора Франца Легара, последняя из написанных им оперетт. Впервые поставлена в Венской государственной опере 20 января 1934 года. Авторы либретто: Пауль Кнеплер, Фриц Лёнер-Беда.
По музыкальному стилю ближе к опере, чем к традиционным опереттам; сюжет несколько напоминает оперу Бизе «Кармен», счастливый конец также отсутствует. Широчайшую популярность приобрела ария Джудитты: «Meine Lippen, sie küssen so heiß».
В СССР была только одна попытка постановки оперетты (1965 год, Петрозаводск, почему-то под названием «Джюдитта»), сюжет был искажён идеологической правкой — например, героиня стала борцом против колониализма в Африке.

## Основные действующие лица
| Персонаж                    | Имя в оригинале | Голос   |
| --------------------------- | --------------- | ------- |
| Джудитта                    | Giuditta        | сопрано |
| Октавио, армейский капитан  | Octavio         | тенор   |
| Мануэле Биффи, муж Джудитты | Manuele Biffi   | баритон |
| Анита, рыбачка              | Anita           | сопрано |
| Антонио, лейтенант          | Antonio         | баритон |

## Сюжет
Красавица Джудитта бросает своего мужа и вместе с Октавио скрывается в Южной Африке. Но вскоре Октавио как офицера призывают на службу, и обиженная Джудитта разрывает их связь. Много лет спустя они встречаются вновь и понимают, как много потеряли.

## Музыкальные номера
1. Vorspiel und Ensemble (Pierrino,Street Singers,Chorus)
2. Ein brauner Bursch,ein braunes Maedel (Anita,Pierrino)
3. Alle Tag' nichts als Muehr und Plag (Manuele,Sebastiano)
4. Freunde,das Leben ist lebenswert (Octavio,Antonio)
5. Wohin,wohin will es mich treiben (Giuditta,Octavio,Antonio)
6. O Signora, o Signorina (Octavio,Manuele,Chorus)
7. Finale I Akt - Weit uebers Meer mit dir
8. Keine Angst,lieber Schatz (Anita,Pierrino)
9. Schoen wie die blaue Sommernacht (Giuditta,Octavio)
10. Zwei,die sich lieben (Anita,Pierrino)
11. Intermezzo, Finale II Akt
12. Chor der Soldaten, Duett Uns're Heimat ist die Wueste (Octavio,Antonio)
13. Du bist meine Sonne (Octavio)
14. Finale III Akt
15. Entr'acte
16. In einem Meer von Liebe (Giuditta)
17. Ich bin nicht schoen (Martini)
18. Schaut der Mond (Anita,Pierrino)
19. Meine Lippen, sie küssen so heiß (Giuditta)
20. Melodram
21. Finale IV Akt - So wie um den Sonnenball
22. Vorspiel
23. Schoenste der Frau'n (Octavio)
24. Octavio! Octavio! (Giuditta,Octavio)
25. Finale